# Armadillidium fallax
Armadillidium fallax är en kräftdjursart som beskrevs av Brandt 1833. Armadillidium fallax ingår i släktet Armadillidium och familjen klotgråsuggor. Inga underarter finns listade i Catalogue of Life.